# Луц Ваня
Луц Ваня (нім. Lutz Wanja, 6 червня 1956) — німецький плавець.
Учасник Олімпійських Ігор 1972, 1976 років.
Призер Чемпіонату світу з водних видів спорту 1973 року.
Призер Чемпіонату Європи з водних видів спорту 1974, 1977 років.